# دانيال الإسقيط
دانيال الإسقيط هو راهب مسيحي مصري عاش في القرن الرابع تقريبًا في صحراء مصر السفلى. وكان من آباء الصحراء. كان تلميذاً وكاتب سيرة أرسينيوس الكبير. وكان دانيال تلميذاً لأرسينيوس حتى وفاته عام 449 م.